# Coppa Saporta 2001-2002
La Coppa Saporta 2001-2002 di pallacanestro maschile è stata l'ultima edizione della Coppa Saporta organizzata dalla FIBA Europe, poiché dall'anno successivo tale competizione ha cessato di esistere, così come la Coppa Korać alla quale è stata accorpata, andando a formare la ULEB Cup.
Le formazioni italiane che parteciparono alla manifestazione furono: la Mens Sana Siena e la Pallalcesto Amatori Udine, classificatesi rispettivamente 6° e 7° in Serie A1. Non presero parte alla competizione la Virtus Pallacanestro Bologna e la Victoria Libertas Pesaro, vincitrice e finalista della Coppa Italia, poiché si erano qualificate per l'Eurolega.
Il trofeo fu vinto dalla Mens Sana Siena, che batté nella finale il Pamesa Valencia con il punteggio di 81 a 71. Fu il primo successo internazionale della storia per la squadra di Siena.
La finale si svolse a Lione, nel Palais des Sports de Gerland, davanti ad un pubblico di 5.000 persone.

## Risultati

### Primo turno
Dal 30 ottobre 2001 al 5 febbraio 2002.

#### Gruppo A
|    | Squadra          | P  | V | P | PF  | PS  | Diff | P.ti |
| -- | ---------------- | -- | - | - | --- | --- | ---- | ---- |
| 1. | Pamesa Valencia  | 10 | 7 | 3 | 806 | 735 | +71  | 17   |
| 2. | Snaidero Udine   | 10 | 7 | 3 | 790 | 756 | +34  | 17   |
| 3. | Türk Telekom     | 10 | 6 | 4 | 892 | 850 | +42  | 16   |
| 4. | Strasburgo       | 10 | 6 | 4 | 852 | 818 | +34  | 16   |
| 5. | Portugal Telecom | 10 | 2 | 8 | 852 | 889 | -37  | 12   |
| 6. | Lugano Snakes    | 10 | 2 | 8 | 802 | 946 | -144 | 12   |

#### Gruppo B
|    | Squadra            | P  | V | P | PF  | PS  | Diff | P.ti |
| -- | ------------------ | -- | - | - | --- | --- | ---- | ---- |
| 1. | Mens Sana Siena    | 10 | 7 | 3 | 851 | 760 | +91  | 17   |
| 2. | Paniōnios Atene    | 10 | 6 | 4 | 876 | 847 | +29  | 16   |
| 3. | Hapoel Gerusalemme | 10 | 6 | 4 | 785 | 757 | +30  | 16   |
| 4. | Adecco Estudiantes | 10 | 6 | 4 | 883 | 848 | +35  | 16   |
| 5. | Le Mans            | 10 | 4 | 6 | 743 | 807 | -64  | 13   |
| 6. | Darüşşafaka        | 10 | 1 | 9 | 758 | 879 | -121 | 11   |

#### Gruppo C
|    | Squadra                    | P  | V | P  | PF  | PS  | Diff | P.ti |
| -- | -------------------------- | -- | - | -- | --- | --- | ---- | ---- |
| 1. | Lietuvos rytas             | 10 | 9 | 1  | 912 | 746 | +166 | 19   |
| 2. | Telekom Bonn               | 10 | 7 | 3  | 854 | 804 | +50  | 17   |
| 3. | UNICS Kazan'               | 10 | 7 | 3  | 876 | 743 | +133 | 17   |
| 4. | Anwil Włocławek            | 10 | 5 | 5  | 791 | 793 | -2   | 15   |
| 5. | Amsterdam Astronauts       | 10 | 4 | 6  | 743 | 807 | -64  | 12   |
| 6. | Arkadia Traiskirchen Lions | 10 | 0 | 10 | 686 | 959 | -273 | 10   |

#### Gruppo D
|    | Squadra           | P  | V | P  | PF  | PS  | Diff | P.ti |
| -- | ----------------- | -- | - | -- | --- | --- | ---- | ---- |
| 1. | Pezinok           | 10 | 8 | 2  | 827 | 736 | +91  | 18   |
| 2. | Īraklīs Salonicco | 10 | 7 | 3  | 815 | 707 | +108 | 17   |
| 3. | FMP Železnik      | 10 | 7 | 3  | 818 | 770 | +48  | 17   |
| 4. | Spalato           | 10 | 5 | 5  | 863 | 873 | -10  | 15   |
| 5. | Igokea            | 10 | 3 | 7  | 768 | 827 | -59  | 13   |
| 6. | Keravnos          | 10 | 0 | 10 | 696 | 874 | -178 | 10   |

### Ottavi di finale
| Squadra 1          | Totale    | Squadra 2         | Andata | Ritorno |
| ------------------ | --------- | ----------------- | ------ | ------- |
| Adecco Estudiantes | 145 - 169 | Pamesa Valencia   | 77-80  | 68-89   |
| Hapoel Gerusalemme | 158 - 152 | Snaidero Udine    | 71-74  | 87-78   |
| Türk Telekom       | 143 - 145 | Paniōnios Atene   | 80-74  | 63-71   |
| Strasburgo         | 144 - 152 | Montepaschi Siena | 78-78  | 66-74   |
| Spalato            | 137 - 184 | Lietuvos rytas    | 67-100 | 70-84   |
| FMP Železnik       | 172 - 174 | Telekom Bonn      | 88-91  | 84-83   |
| UNICS Kazan'       | 167 - 163 | Īraklīs Salonicco | 91-79  | 76-84   |
| Anwil Włocławek    | 163 - 152 | Pezinok           | 95-78  | 68-74   |

### Quarti di finale
| Squadra 1          | Totale    | Squadra 2         | Andata | Ritorno |
| ------------------ | --------- | ----------------- | ------ | ------- |
| Telekom Bonn       | 156 - 176 | Pamesa Valencia   | 88-92  | 68-84   |
| UNICS Kazan'       | 131 - 138 | Montepaschi Siena | 73-70  | 58-68   |
| Hapoel Gerusalemme | 163 - 155 | Lietuvos rytas    | 88-90  | 75-65   |
| Paniōnios Atene    | 142 - 149 | Anwil Włocławek   | 83-74  | 59-75   |

### Semifinali
| Squadra 1         | Totale    | Squadra 2          | Andata | Ritorno |
| ----------------- | --------- | ------------------ | ------ | ------- |
| Pamesa Valencia   | 135 - 118 | Anwil Włocławek    | 77-65  | 58-53   |
| Montepaschi Siena | 192 - 140 | Hapoel Gerusalemme | 98-69  | 94-71   |

### Finale
| Squadra 1       | Risultato | Squadra 2         |
| --------------- | --------- | ----------------- |
| Pamesa Valencia | 71 - 81   | Montepaschi Siena |

| Coppa Saporta 2001-2002   |
| ------------------------- |
| Mens Sana Siena 1º titolo |

## Formazione vincitrice
| N° | Naz.                          | Ruolo | Sportivo            |  | Alt. |  |
| -- | ----------------------------- | ----- | ------------------- |  | ---- |  |
| 4  | Macedonia del Nord (bandiera) | P     | Vrbica Stefanov     |  |      |  |
| 5  | Lituania (bandiera)           | A     | Mindaugas Žukauskas |  |      |  |
| 6  | Slovenia (bandiera)           | G     | Boris Gorenc        |  |      |  |
| 7  | Macedonia del Nord (bandiera) | P     | Petar Naumoski      |  |      |  |
| 8  | Stati Uniti (bandiera)        | G     | Brian Tolbert       |  |      |  |
| 9  | Italia (bandiera)             | A     | Andrea Pilotti      |  |      |  |
| 10 | Italia (bandiera)             | G     | Marco Rossetti      |  |      |  |
| 11 | Jugoslavia (bandiera)         | C     | Nikola Bulatović    |  |      |  |
| 12 | Turchia (bandiera)            | AG    | Alpay Öztaş         |  |      |  |
| 13 | Lituania (bandiera)           | AG    | Tomas Masiulis      |  |      |  |
| 14 | Italia (bandiera)             | C     | Roberto Chiacig     |  |      |  |
| 15 | Jugoslavia (bandiera)         | AC    | Milenko Topić       |  |      |  |
|    | Italia (bandiera)             | A     | Giovanni Fattori    |  |      |  |
|    | Argentina (bandiera)          | P     | Germán Scarone      |  |      |  |
|    | Italia (bandiera)             | C     | Luca Lechthaler     |  |      |  |
|    | Italia (bandiera)             | AG    | Luca Marmugi        |  |      |  |
|    | Stati Uniti (bandiera)        | G     | Steve Rogers        |  |      |  |
|    | Turchia (bandiera)            | All.  | Ergin Ataman        |  |      |  |